# Зандер, Лев Александрович
Лев Александрович Зандер (19 февраля 1893, Санкт-Петербург — 17 декабря 1964, Париж) — русский религиозный философ, деятель международного экуменического движения.

## Биография
Родился в семье лейб-медика. Среднее образование получил дома. Сдав экзамены экстерном во Введенской классической гимназии, 3. поступил в третий специальный класс Александровского лицея (1910), который окончил в 1913 с золотой медалью за курс наук, золотой медалью им. статс-секретаря И. Н. Дурново за блестящую диссертацию «Учение Спинозы о праве и государстве» и серебряную медаль — за курсовое сочинение на тему «Современная методология изучения искусства».
Был причислен к Министерству народного просвещения. Осенью 1913 после сдачи госэкзаменов на юридический факультет Петербургского университета отправился для продолжения образования в Германию. В течение двух семестров учился на философском факультете Гейдельбергского университета под руководством проф. В. Виндельбанда, Э. Трёльча, Г. Дриша и др. В семинаре Виндельбанда читал рефераты «О метафизике Аристотеля» и «О понятии причинности в системе Спинозы». Учеба в Гейдельберге была прервана первой мировой войной. Возвратившись в Петербург, занимался обследованием положения русских военнопленных, принимал участие в создании отделения помощи при Российском обществе Красного Креста.
Публиковал статьи в журналах: «Лицейский журнал», «Вестник Красного Креста».
С 14 января 1915 года был откомандирован, по его просьбе, в Петербург, где нёс службу безвозмездно. Определен вольнотрудящимся в Отделение философии и педагогики для выполнения специального поручения Министерства народного просвещения: изучить положение внешкольного образования в Америке и в разных странах Европы. Опыт, приобретенный в Петербурге, впоследствии пригодился 3андеру в период заведования библиотекой президента Масарика в Праге (1923—25) и при организации академической библиотеки Богословского института в Париже. Приказом о военных чиновниках от 7 июня 1915 переведен на службу в Главное артиллерийское управление помощника столоначальника, затем уехал на фронт в ставку Верховного главнокомандующего. Служил переводчиком, дешифровщиком, выполнял ответственные поручения на позициях. Зимой 1917 демобилизован. Награждён орденами Анны и Станислава. Имел чин титулярного советника.
Преподавал философию в Пермском (1918—19), а затем во Владивостокском университетах (1919—20). Покинул Россию в 1922. В 1923 переехал из Китая в Чехию. С момента возникновения РСХД — его участник и один из организаторов. Секретарь РСХД в Прибалтике (1929—33). Был среди инициаторов основания Богословского института в Париже, преподаватель логики, философии и сравнительного богословия в нём. С 1933 — Генеральный секретарь РСХД и финансовый секретарь Богословского института. Член содружества Св. Албания и преподобного Сергия. Организатор поездок православного хора по европейским странам. Лектор о православии в Англии, Германии, Франции и Швейцарии. Участник всех экуменических съездов, руководитель кружков. Сотрудничал в ряде русских зарубежных, журналов: «Путь», «Русское обозрение», «Вестник РСХД», «Грани», «Мосты» и др. В 1941 интернирован немцами, провел в заключении во Фронт-Сталаг (Компьень) несколько месяцев. Война не помешала 3андеру продолжать работу: написал много статей, изданных «Церковным вестником» (единственный в военные годы во Франции журнал), печатавшимся на ротаторе.
В 1960 получил степень д-ра в Богословском институте и степень доктора богословия при университете в Марбурге.
Похоронен на кладбище Сент-Женевьев-де-Буа под Парижем.